# Jimmy Ryan's

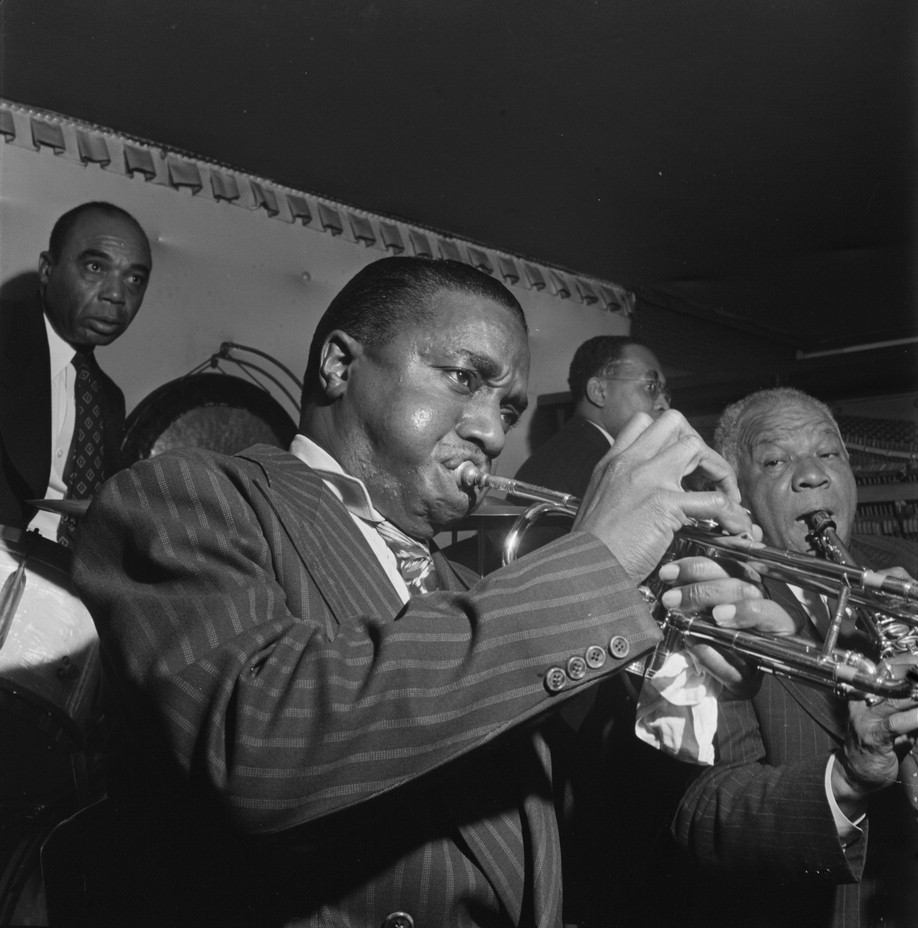
Hot Lips Page et Sidney Bechet au Ryan's, juin 1947.

Le Jimmy Ryan's, à l'origine écrit Jimmy Ryans, est un club de jazz à New York aux États-Unis. Situé au numéro 53 52e rue Ouest de 1934 à 1962, puis au numéro 154 54e rue Ouest de 1962 à 1983, année de sa fermeture, il vit passer des musiciens emblématiques du jazz dixieland. 

## Histoire
Le numéro 53 de la 52e rue faisait partie d'une rangée de brownstones où des clubs occupaient les sous-sols. Dernier club de jazz encore en activité de la 52e rue, le bâtiment, tout comme les autres brownstones au nord de la rue, est démoli en 1962 pour permettre la construction du nouveau CBS Building. CBS avait offert neuf mille dollars à Jimmy Ryan pour son déménagement,. Le club appartenait aux deux associés Matthew C. (Matty) Walsh (1914-2006) et Jimmy Ryan (1911-1963). 
Matthew Walsh, le beau-frère de Jimmy Ryan, resta propriétaire du club après le décès de Ryan en juillet 1963 au French Hospital de Manhattan. Gilbert J. Pincus (1907-1980), portier de 1942 à 1962 à l'adresse d'origine puis de 1963 jusqu'à sa mort en 1980, était connu comme « the mayor of 52d Street »,,,. 

## Style musical
Dans les années 1940, trois discothèques new-yorkaises se distinguèrent dans le jazz traditionnel : le Jimmy Ryan's, le Nick's à Greenwich Village et le club d'Eddie Condon à quelques rues de là. Le Jimmy Ryan's resta fidèle à son orientation musicale alors que les autres clubs de la 52e rue s'étaient orientés vers le bebop. Walsh disait de son club : « Les gens viennent ici en sachant à quoi s'attendre [...] Ils veulent entendre Roy [Eldridge] jouer. Ils aiment pouvoir parler avec les musiciens, s'asseoir et boire un verre avec eux. ». Contrairement aux autres clubs de la rue, le club ouvrait tôt le matin et était un bar de proximité durant la journée.

## Artistes interprètes

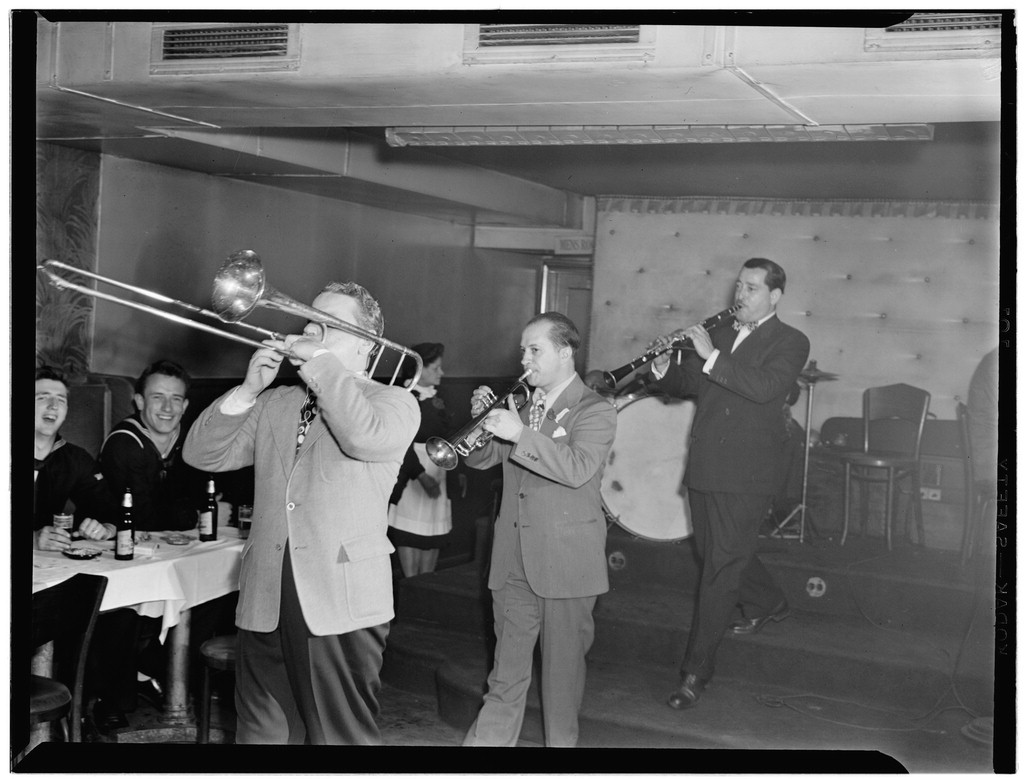
Août 1946 au Jimmy Ryan's ; devant, George Brunies, derrière, Tony Parenti.

Parmi les musiciens résidents des années 1940, on compte :
- Mezz Mezzrow (1943)
- James P. Johnson (1943)
- Art Hodes (1945–1949)
- Jay C. Higginbotham (1946)
- Henry Allen (1946)
- Sidney De Paris (1947–1957)
- Sidney Bechet (1948)
- Max Kaminsky (en) (1948–1949)
- Wilbur De Paris (1951–1962)
- Zutty Singleton (1963–1970)
- Roy Eldridge (1970–1980)

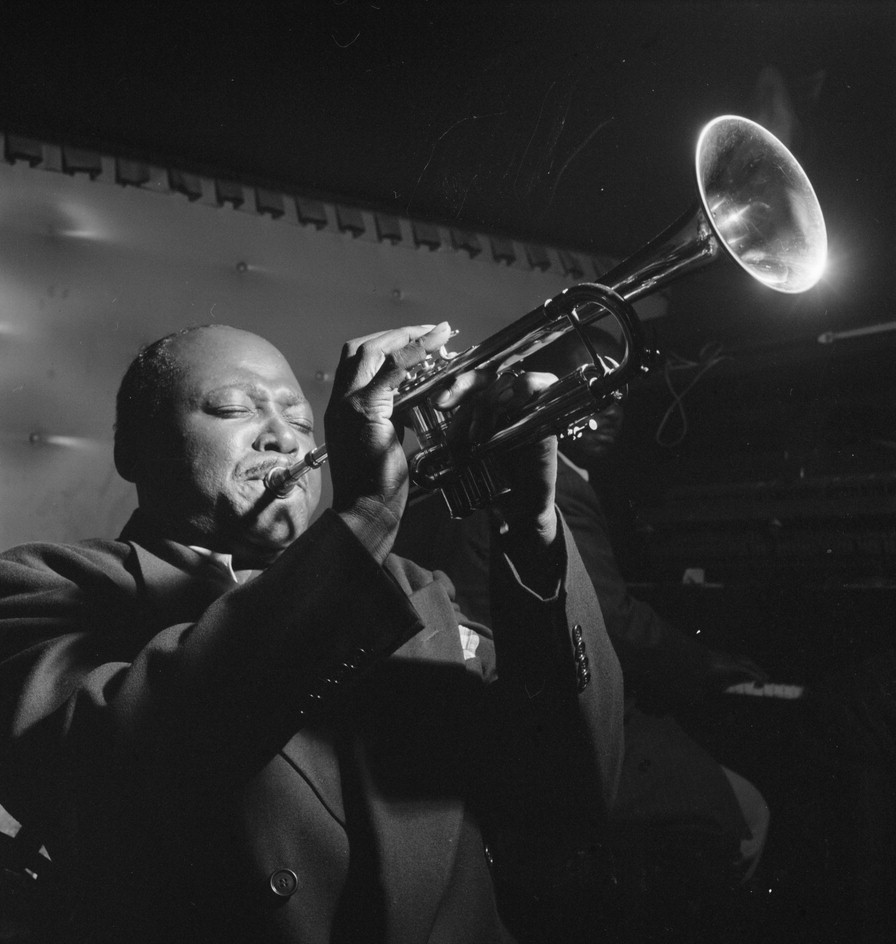
Sidney De Paris, en juillet 1947, qui joua durant dix ans dans le club.

Les Jam sessions du dimanche furent organisées et dirigées par Milt Gabler, avec :
- Sidney Bechet
- Pops Foster
- Hot Lips Page
- Pee Wee Russell
- Eddie Condon
- Mezz Mezzrow
- Kaiser Marshall (en)
- Hank Duncan (en)
- Sandy Williams
- Brad Gowans (en)
- Ben Webster
- Chu Berry
- Coleman Hawkins
- Wildcats

## Discographie
- Tony Parenti and his Dean's of Dixieland, A Night at Jimmy Ryan's, Jazzology (en) (1967) : Max Kaminsky, Conrad Janis, Davis Quinn, Joe Henshaw, Zutty Singleton
- Down in Jungletown (renommé Down at Jimmy Ryan)
- Blues for Jimmy Ryan
- Live at Jimmy's, un album complet y est enregistré en 1973 par Maynard Ferguson.